# Bonifazio Veronese

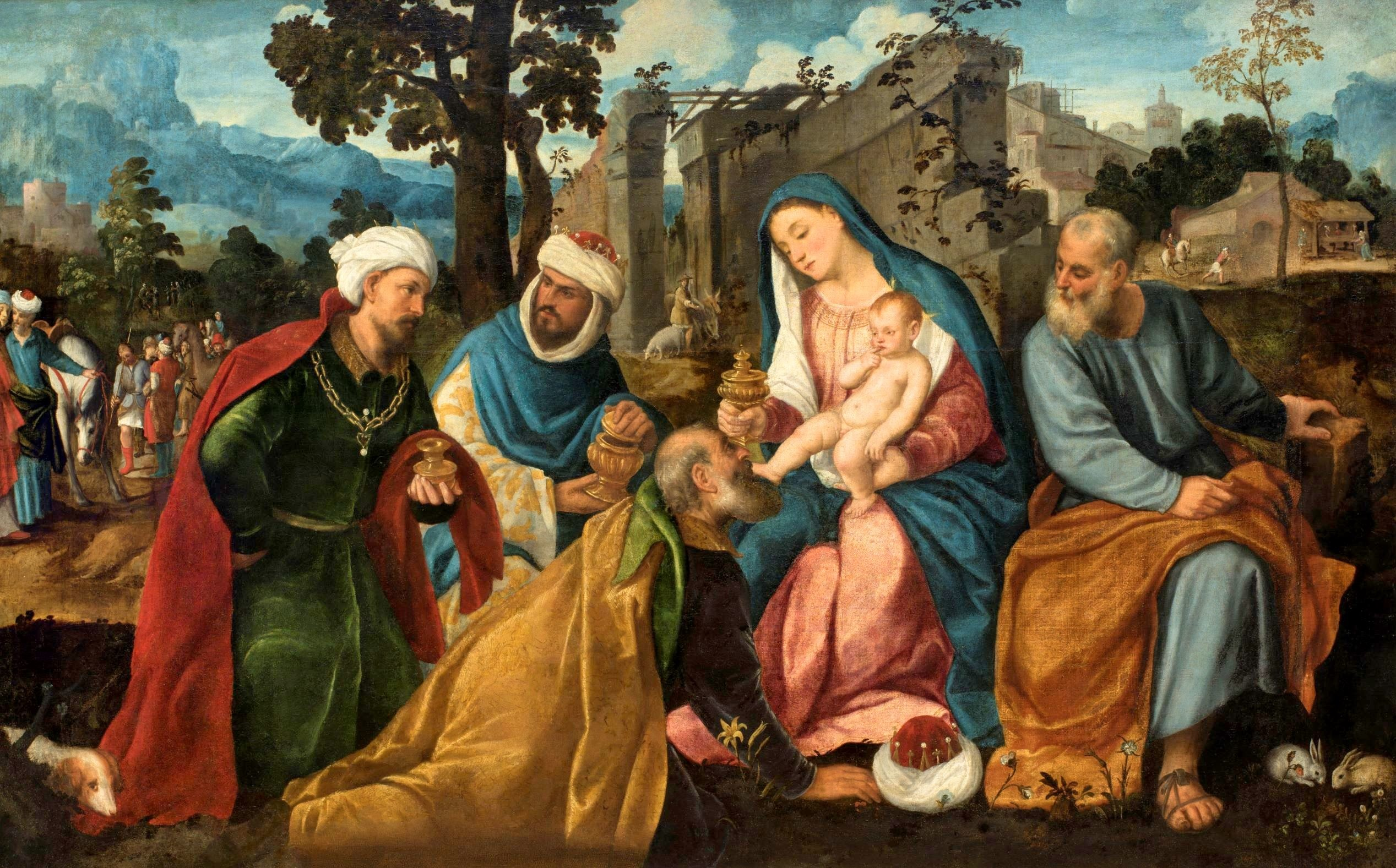
A Adoração dos Magos, Museu Nacional em Poznań, Polônia.

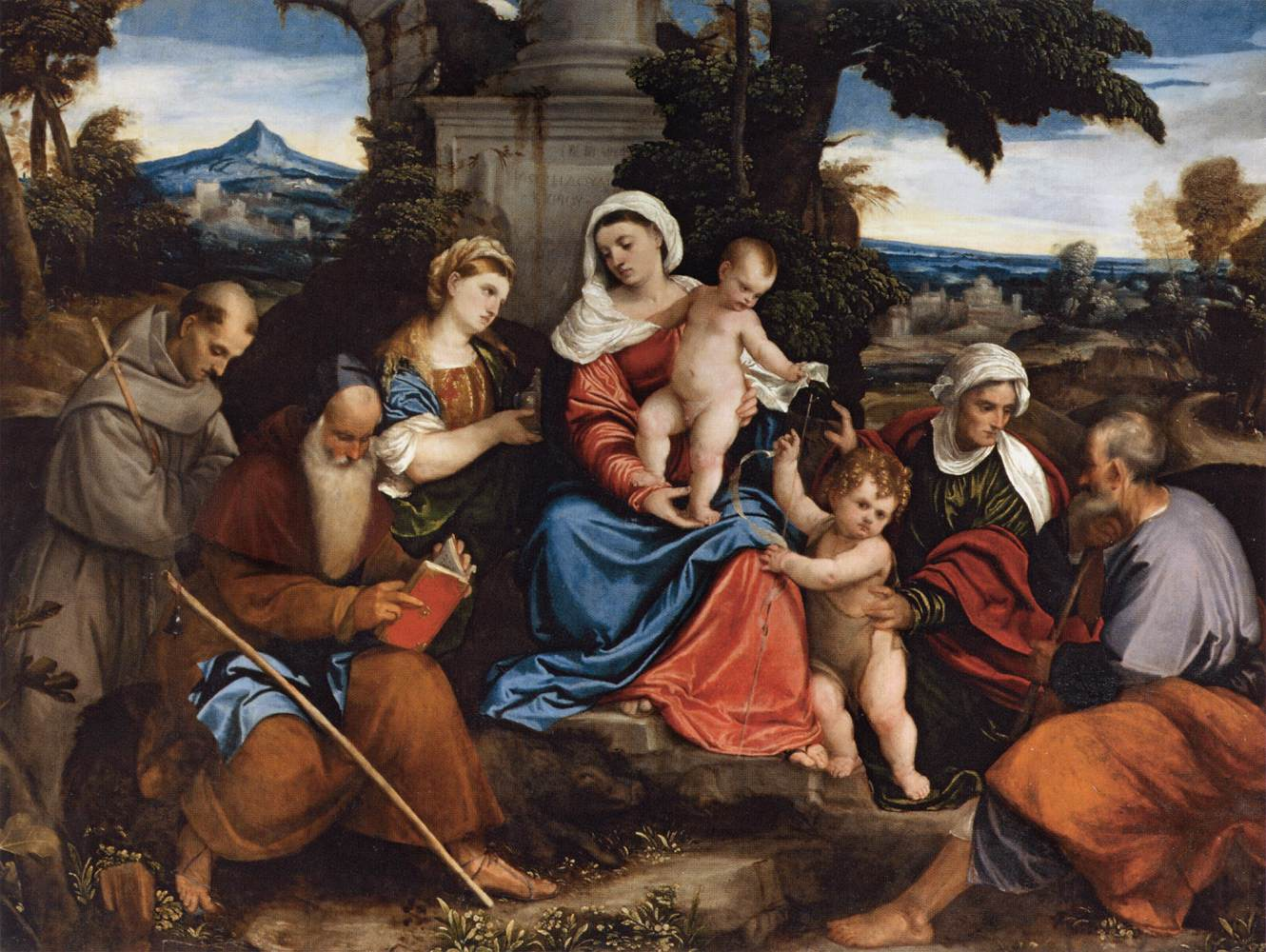
Sagrada Família com São João Batista

Bonifazio Veronese (também Bonifazio Veneziano; 1487 - 1553) foi um pintor italiano nascido Bonifazio de' Pitati em Verona. Supostamente estudou com Palma il Vecchio e tinha um grande ateliê em Veneza.  Seu estilo foi influenciado por Giorgione e Ticiano.  Acredita-se que influenciou de forma duradoura Tintoretto. Morreu em Veneza.